# Molnár Viktor (főispán)
Parnói Molnár Viktor (Gálszécs, 1853. augusztus 4. – Vencsellő, 1919. április 19.) jogi doktor, főispán.

## Élete
A nemesi származású parnói Molnár család sarja. Édesapja, parnói Molnár István (1825-1907), Zemplén vármegye főispánja, édesanyja, nyéki Nyéky Leona (1836-1894) volt. Középiskoláit Budán, jogi tanulmányait a budapesti egyetemen végezte, ahol jogi doktori oklevelet nyert. 1877-ben letette az ügyvédi vizsgát. 1884-ben a sátoraljai kerületben egyhangúlag képviselővé választatott és ekkor visszalépett az ügyvédség gyakorlatától. Az 1884-87. évi országgyűlés első ülésszakában a zárszámadási bizottságnak, a második és harmadik ülésszakban a közigazgatási bizottságnak volt tagja. A Szabadelvű Párt végrehajtó-bizottságának jegyzőjeként is működött. 1887-ben régi kerületében újra megválasztatott; a zárszámadási bizottság jegyzője és előadója volt. 1891-ben Temes vármegye és Temesvár főispánjává nevezték ki. 1899. május 1-jén megkapta a Lipót-rend lovagkeresztjét.
Országgyűlési beszédei a Naplókban (1888-1891) vannak.

## Házassága és gyermekei
1879. június 2.-án Berettyóújfaluban házasságot kötött técsői Móricz Karolin (1860–Budapest, 1918. október 1.), úrhölggyel, aki a II. osztályú Erzsébet rend tulajdonosa volt. A menyasszony szülei técsői Móricz Pál (1826-1903), országgyűlési képviselő, földbirtokos, és mezőtelegdi Miskolczy Borbála (1833-1913) asszony voltak. A házasságukból született:
- parnói Molnár Anna (1881-1961). Férje hodonyi Manaszy Gyula volt.
- parnói Molnár Viktor (1884-1954)